# Franciscus Gasthuis
Franciscus Gasthuis (voorheen Sint Franciscus Gasthuis, in de volksmond: SFG) in Rotterdam is een van de twee hoofdlocaties van Franciscus. Het is per september 2015 met het Vlietland Ziekenhuis in Schiedam gefuseerd. Naast de twee ziekenhuislocaties bestaat Franciscus uit drie poliklinieklocaties; Franciscus Berkel, Franciscus Maassluis en Franciscus Willemsplein. Het ziekenhuis heeft in het verleden twee andere poliklinieklocaties gehad die inmiddels zijn gesloten: Franciscus Hoogvliet en Franciscus Haven (oude Havenziekenhuis). 
Franciscus Gasthuis is een van oorsprong katholiek stads- en streekziekenhuis in het noorden van Rotterdam. Het werd in 1892 opgericht door de franciscanen en op 26 mei 1892 werd het Sint Franciscus Gasthuis officieel geopend. 

## Geschiedenis

### Oppert (1892), armenziekenhuis
In november 1891 deed pater Hubertus Antonius Kusters (1837-1906) aan de congregatie van de derde orde van Sint-Franciscus van Assisi te Rotterdam het voorstel de fondsen van de congregatie te besteden voor de oprichting van een ziekenhuis voor kosteloze opname van rooms-katholieke arme zieken. Ook was er het voornemen om zieken in de woningen van particulieren hulp te verlenen. Het Sint-Franciscus Gasthuis begon in mei 1892 op de bovenetages van een distilleerderij aan de Oppert in het centrum van Rotterdam onder het patronaat van de heilige Franciscus van Assisi. Op 26 mei 1892 werd het officieel geopend. Er waren drie zalen ingericht voor in totaal twaalf patiënten, terwijl de tweede etage de slaapvertrekken voor de zusters Augustinessen waren. Op de eerste etage woonden een huisarts en een sigarenmaker. Al in augustus 1893 werd uitvoerig gediscussieerd over mogelijkheden tot uitbreiding van het Gasthuis, omdat het bestuur bij herhaling een patiënt had moeten afwijzen. Een half jaar later, in september 1892, besloot het bestuur de behuizing in de Oppert die weinig voldeed en onvoldoende ruimte bood, te verruilen voor een pand aan de Schiekade (Oostzijde, nr. 64).

### Schiekade 64 (1893), inrichting operatiekamer
Men omschreef het in die tijd als een in alle opzichten solied huis, 23 meter breed, hoog van verdieping, doelmatig verdeeld wat licht en luchtverversching betreft en waarop met betrekkelijk weinig kosten een tweede verdieping kon worden opgetrokken, die geheel en al naar behoeften kon worden ingericht, terwijl aan het sousterrein en de zalen op den beganen grond geen noemenswaardige veranderingen behoefden (te) worden aangebracht. * De verbouwing, waardoor 70 bedden konden worden geplaatst en 20 slaapplaatsen voor het verplegend personeel werden verkregen, werd uitgevoerd onder leiding van de architect H.J. Dupont. Op 12 juni 1893 werd het nieuwe Sint Franciscus Gasthuis geopend. Een belangrijke verandering die in het nieuwe gebouw kon worden doorgevoerd was de inrichting van een operatiekamer. Dankzij de goede reputatie die chirurg P.A.J.M. Spaapen (1866—1941) wist op te bouwen, groeide de afdeling chirurgie van het nieuwe ziekenhuis zeer snel.

### Nieuwbouw Schiekade (vanaf 1900), paviljoens en hoofdgebouw
In 1896 volgde daarom opnieuw uitbreiding door aankoop van het belendende pand, Schiekade 66. De bedoeling was dit weinig geschikte huis af te breken en er een nieuw gebouw voor in de plaats te zetten, maar de plannen werden verstoord toen begin 1899 ook het pand op nummer 62 te koop werd aangeboden. Door ook dit gebouw aan te kopen kreeg het Gasthuis de beschikking over een zeer groot terrein, en kon tot de bouw van een paviljoenziekenhuis worden overgegaan. In 1900 werd het eerste paviljoen aanbesteed; in 1915 werd een nieuw hoofdgebouw gebouwd naar een ontwerp van de architecten Jos Margry en Piet Buskens. In korte tijd was het Gasthuis uitgegroeid tot het grootste particuliere, algemene ziekenhuis van Rotterdam. In 1969 kwam een grondruil met het naastgelegen Kuyl’s Fundatie tot stand, waardoor het ziekenhuis weer enige mogelijkheden tot uitbreiding kreeg.

### Kleiweg

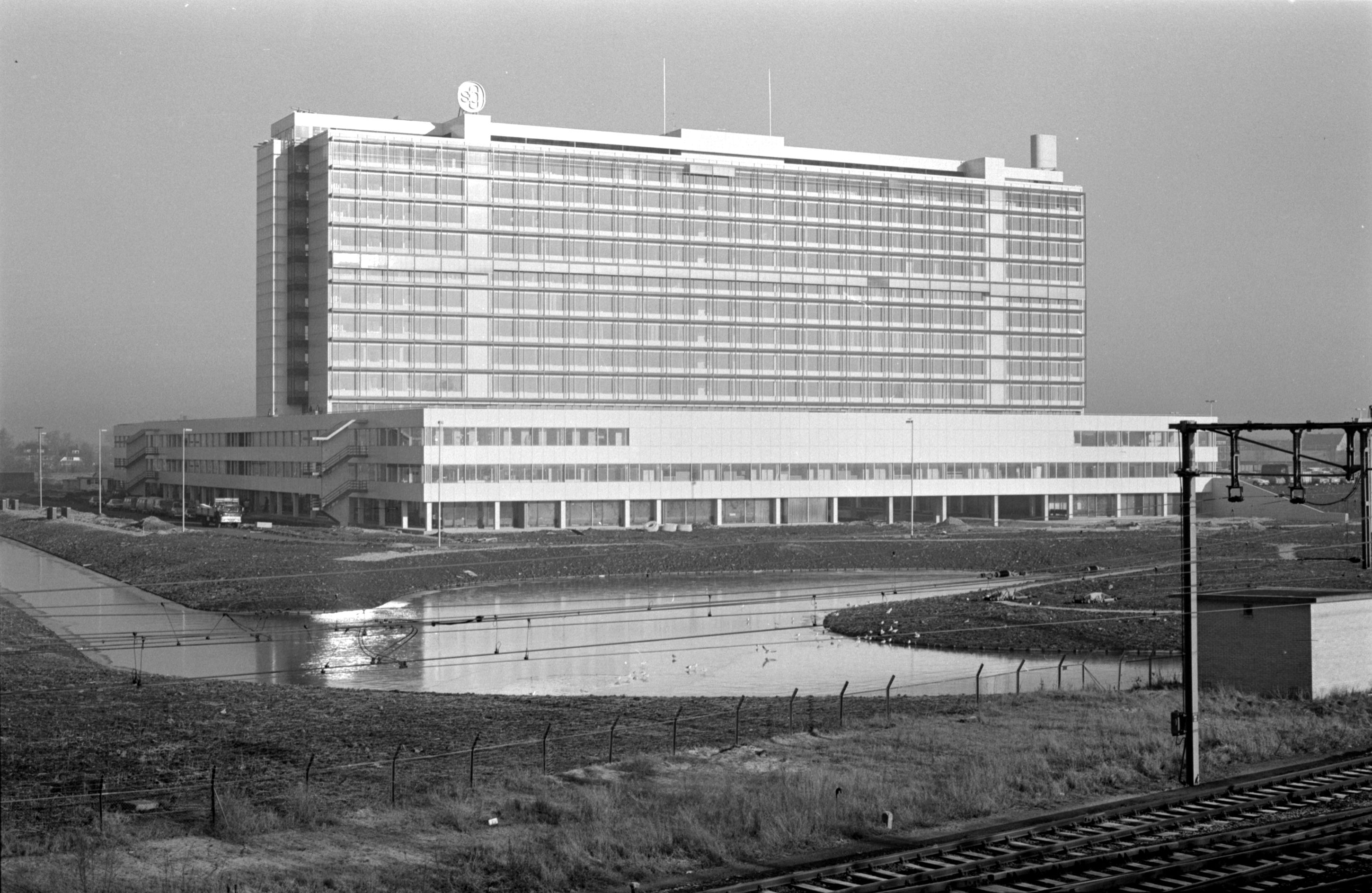
Nieuwbouw Sint Franciscus Gasthuis, Rotterdam 1975

In 1975 werd aan de Kleiweg te Rotterdam een geheel nieuw ziekenhuis in gebruik genomen met 613 bedden. Bij de verhuizing vanaf de Schiekade werd de oude toegangspoort van het Gasthuis overgeplaatst naar de Kleiweg, op de plaats waar zich oorspronkelijk de ingang van het ziekenhuis bevond. Sinds 2 juli 2009 staat de historische poort op het voorterrein van Franciscus Gasthuis.
Het gebouw onderging vanaf 2002 een grootscheepse renovatie om het aan te passen aan de laatste eisen in de gezondheidszorg. In 2007 werd de huisartsenpost Rotterdam-Noord op het terrein van Franciscus Gasthuis gevestigd en opende het nieuwe Diagnostisch Centrum Rotterdam waar onderzoeken als röntgenfoto's, longfunctieonderzoek, laboratoriumonderzoek, echografisch onderzoek en de afname van bloed worden gedaan. In 2008 werd Aafje zorghotel met 66 kamers gerealiseerd en kwam er een poliklinische nevenvestiging in Berkel en Rodenrijs. Kort daarop opende het ziekenhuis zijn eerste leerafdeling Orthopedie. 

### 2023 - heden
In 2023 is Franciscus gestart aan de bouw van een nieuw, duurzaam en energie-efficiënt ziekenhuisgebouw naast het huidige Franciscus Gasthuis. De nieuwbouw opent in 2026 en gaat drie essentiële functies van het Franciscus huisvesten: het nieuwe Spoedplein Rotterdam Noord (samenwerking Spoedeisende Hulp en huisartsenpost), een operatie- en interventiecentrum inclusief twee hybride operatiekamers, een Vrouw & Kind Centrum (samenwerking verloskundigen en kraamzorg).
In 2024 heeft de vereniging van Samenwerkende Topklinische Ziekenhuizen (STZ) de STZ-erkenning voor Franciscus met 5 jaar verlengd. 

## Media
- Op 9 september 2011 won het ziekenhuis de AD ziekenhuis top 100.[1]
- Het vakblad Medisch Contact presenteerde op 1 november 2012 een bonuslijst waarin ziekenhuisbestuurders stonden die de hoogste geldbonus hadden ontvangen. Twee bestuurders van het Sint Franciscus Gasthuis stonden op plaats vier en vijf met een bonus van circa 28.000 en 23.000 euro.[2]